# Campolongo Maggiore
Campolongo Maggiore is een gemeente in de Italiaanse provincie Venetië (regio Veneto) en telt 10.474 inwoners (31-12-2013). De oppervlakte bedraagt 23,5 km², de bevolkingsdichtheid is 446 inwoners per km².

## Demografie
Campolongo Maggiore telt ongeveer 3279 huishoudens. Het aantal inwoners steeg in de periode 1991-2001 met 2,7% volgens cijfers uit de tienjaarlijkse volkstellingen van ISTAT.
| Jaar | Inwoneraantal |
| ---- | ------------- |
| 1991 | 8952          |
| 2001 | 9196          |

## Geografie
Campolongo Maggiore grenst aan de volgende gemeenten: Campagna Lupia, Camponogara, Fossò, Piove di Sacco (PD), Sant'Angelo di Piove di Sacco (PD).